# Viby församling, Linköpings stift
Viby församling var en församling i Linköpings stift inom Svenska kyrkan. Församlingen ingick i Folkungabygdens pastorat och låg i Mjölby kommun i Östergötlands län. Församlingen uppgick 2018 i Vifolka församling. 
Församlingskyrka var Viby kyrka.

## Administrativ historik

församlings vapen

Församlingen har medeltida ursprung.
Församlingen utgjorde under medeltiden ett eget pastorat för att därefter vara annexförsamling i pastoratet Veta och Viby, som från 1962 utökades med Herrberga församling. Från 2002 till 2014 var församlingen annexförsamling i Vifolka pastorat. Från 2014 ingick församlingen i Folkungabygdens pastorat. Församlingen uppgick 2018 i Vifolka församling. 
Församlingskod var 058617.

## Kyrkoherdar[6]
Lista över kyrkoherdar i Viby.
| Ämbetstid | Namn       | Levnadstid | Övrigt                                          |
| --------- | ---------- | ---------- | ----------------------------------------------- |
| 1520–1523 | Laurentius | –1523      | Curatus.                                        |
| 1524–1529 | Erlandus   | –1529      | Curatus.                                        |
| 1539–1555 | Oloff      |            | Eventuellt kyrkoherde eller komminister i Viby. |

### Komministrar
| Ämbetstid | Namn                          | Levnadstid | Övrigt                                                    |
| --------- | ----------------------------- | ---------- | --------------------------------------------------------- |
| 1572–1606 | Haquinus                      | –1606      |                                                           |
| 1606      | Petrus Andreae Vestervicensis |            |                                                           |
| 1610–1623 | Petrus Johannis               | 1589–1637  | Senare kyrkoherde i Västra Ny församling.                 |
| 1627–1654 | Magnus Leuchander             | Död 1680   | Senare hospitalspredikant i Vadstena hospitalsförsamling. |
| 1655–1668 | Ericus Rymonius               | 1628–1677  | Senare kyrkoherde i Vikingstads församling.               |
| 1668–1680 | Jonas Fallerius               | 1644–1700  | Senare kyrkoherde i Veta församling.                      |
| 1680–1693 | Andreas Harrelius             | 1650–1696  | Senare kyrkoherde i Nykils församling                     |
| 1693–1701 | Jonas Könsberg                | 1659–1721  | Senare kyrkoherde i Östra Tollstads församling.           |
| 1701–1711 | Benedictus Reuselius          | 1671–1711  | Senare kyrkoherde i Västerlösa församling.                |
| 1711–1714 | Nicolaus Sjöstedt             | 1682–1757  | Senare kyrkoherde i Höreda församling.                    |
| 1714–1740 | Marcus Tillberg               | 1680–1740  |                                                           |
| 1741–1759 | Haqvinus Pomaeus              | 1699–1759  |                                                           |
| 1760–1765 | Jonas Wetterholm              | 1720–1765  |                                                           |
| 1766–1777 | Magnus Palmblad               | 1728–1798  | Senare kyrkoherde i Tingstads församling.                 |
| 1778–1808 | Johan Kjellstrand             | 1734–1808  |                                                           |
| 1809–1812 | Jonas Ekelöf                  | 1763–1812  |                                                           |
| 1813–1827 | Johan Dauchére                | 1774–1827  |                                                           |
| 1830–1842 | Carl Abraham Grevillius       | 1781–1858  | Senare kyrkoherde i Veta församling.                      |
| 1842–1847 | Robert Johan Kajerdt          | 1793–1861  | Senare kyrkoherde i Vånga församling.                     |
| 1847–1864 | Nils Mobecker                 | 1793–1864  |                                                           |
| 1865–1872 | Carl Magnus Ekvall            | 1807–1872  |                                                           |
| 1872–1879 | Carl August Stark             | 1839–1879  |                                                           |
| 1883–1891 | August Wilhelm Brolin         | 1850–1931  | Senare kyrkoherde i Veta församling.                      |
| 1891–1907 | Albert Teodor Otterström      | 1853–1938  | Senare kyrkoherde i Gårdeby församling                    |

## Klockare och organister[7]
| Ämbetstid | Namn                    | Levnadstid   | Kommentarer           |
| --------- | ----------------------- | ------------ | --------------------- |
| 1644      | Måns Larsson            |              |                       |
| 1644      | Christoffer             |              |                       |
|           | Olof                    | ca 1610–1695 |                       |
|           | Johan Olofsson          | –1704        |                       |
| 1718–1725 | Jöns Jönsson            | ca 1670–     |                       |
|           | Per Håkansson           | 1701–1745    |                       |
| –1778     | Tyris Nilsson           | 1719–        |                       |
| 1778–1791 | Samuel Ekstrand         | 1751–        |                       |
| 1819–1825 | Lars Thålin             | 1798–        | Organist och klockare |
| 1825–1843 | Petter Jarl             | 1804–1875    |                       |
|           | Nils Ekström            |              |                       |
| 1844–1875 | Per Carlsson            | 1809–1877    | Organist och klockare |
| 1846–1852 | August Kinnander        | 1834–1855    | Vice organist         |
| 1877–1889 | Adolf Fredrik Johansson | 1835–1905    |                       |
| 1889–1932 | August Hedrén           | 1869–1959    |                       |
| 1933–1959 | Filip Blom              | 1900–        |                       |
|           | Bo Arne Olsson          | 1918–        | Vikarie               |
| 1966–1999 | Claes Gunnarsson        |              |                       |

### Fotnoter
1. ↑  Nationell Arkivdatabas Referenskod: SE/VALA/00414, läst: 6 augusti 2018.[källa från Wikidata]
2. 1 2  Medlemmar i Svenska kyrkan i förhållande till folkmängd den 31.12.2014 per församling, kommun och län samt riket, Svenska kyrkan, läs online.[källa från Wikidata]
3. 1 2  ”Församlingar”. Statistiska centralbyrån. https://www.scb.se/hitta-statistik/regional-statistik-och-kartor/regionala-indelningar/forsamlingar/. Läst 30 december 2022.
4. ↑  ”Förteckning (Sveriges församlingar genom tiderna)”. Skatteverket. 1989. http://www.skatteverket.se/privat/folkbokforing/omfolkbokforing/folkbokforingigaridag/sverigesforsamlingargenomtiderna/forteckning.4.18e1b10334ebe8bc80003999.html. Läst 17 december 2013.
5. ↑  ”Kyrkliga indelningar”. Statistiska centralbyrån. https://www.scb.se/hitta-statistik/regional-statistik-och-kartor/regionala-indelningar/kyrkliga-indelningar/. Läst 31 december 2022.
6. ↑  Meurling, Erik; Johan Alfred Westerlund, Johan Axel Setterdahl (1920-1932). Linköpings stifts herdaminne. 4. Linköping: Östgöta Correspondentens Boktryckeri AB. sid. 395-399. Libris 41150
7. ↑  Göransson, Nils (1994). Klockare och organister i Linköpings stift II. Stålgården förlag. Libris 1814728. ISBN 91-87362112